# 王宾 (清朝)
王宾（？—？），清朝政治人物。
宣统三年，擔任廣東廣州府永安縣知縣（現紫金縣知縣）。同年，同盟会地下党配合国民革命军第九军周锋合路攻打县城，王宾连夜逃跑，后革命军攻占永安县。